# Arsenico
L'arsenico è l'elemento chimico di numero atomico 33 e il suo simbolo è As. È il terzo elemento del gruppo 15 (gruppo dell'azoto) del sistema periodico (4° periodo), fa parte del blocco p  ed è un elemento di post-transizione. È collocato tra il fosforo e l'antimonio, ai quali in parte somiglia come comportamento chimico. Come per questi, le sue valenze principali sono 3 e 5 e gli stati di ossidazione vanno da -3 a +5.
Seppure raramente, l'arsenico si trova in forma nativa; tale forma e alcuni dei suoi composti o minerali, come l'orpimento, furono noti fin dall'antichità. L'elemento venne probabilmente isolato dall'ossido bianco (As2O3) per la prima volta anteriormente all'anno 815 dall'alchimista persiano di lingua araba Jabir ibn Hayyan e, con maggiore certezza, da Alberto Magno nel 1250.
L'arsenico è chimicamente un metalloide e si presenta in almeno tre forme allotropiche: grigia (arsenico grigio, o "metallico"), nera, e gialla (forma molecolare).
L'arsenico grigio in condizioni ambiente è un semimetallo; in quanto tale, il suo intervallo di banda è nullo e quindi conduce l'elettricità anche allo zero assoluto. L'arsenico nero (come il fosforo nero) è invece un semiconduttore, anche se il suo intervallo è piuttosto piccolo (0,3 eV) e di tipo diretto.
È usato in alcune leghe di importanza industriale, come quelle Pb-As nelle batterie di automobili e in munizioni. È uno dei componenti essenziali della famiglia di semiconduttori III-V, come l'arseniuro di gallio, e anche come drogante di tipo n, ad esempio per semiconduttori basati sul silicio. In passato i suoi composti hanno trovato impiego come erbicidi ed insetticidi.

## Caratteristiche

### Proprietà

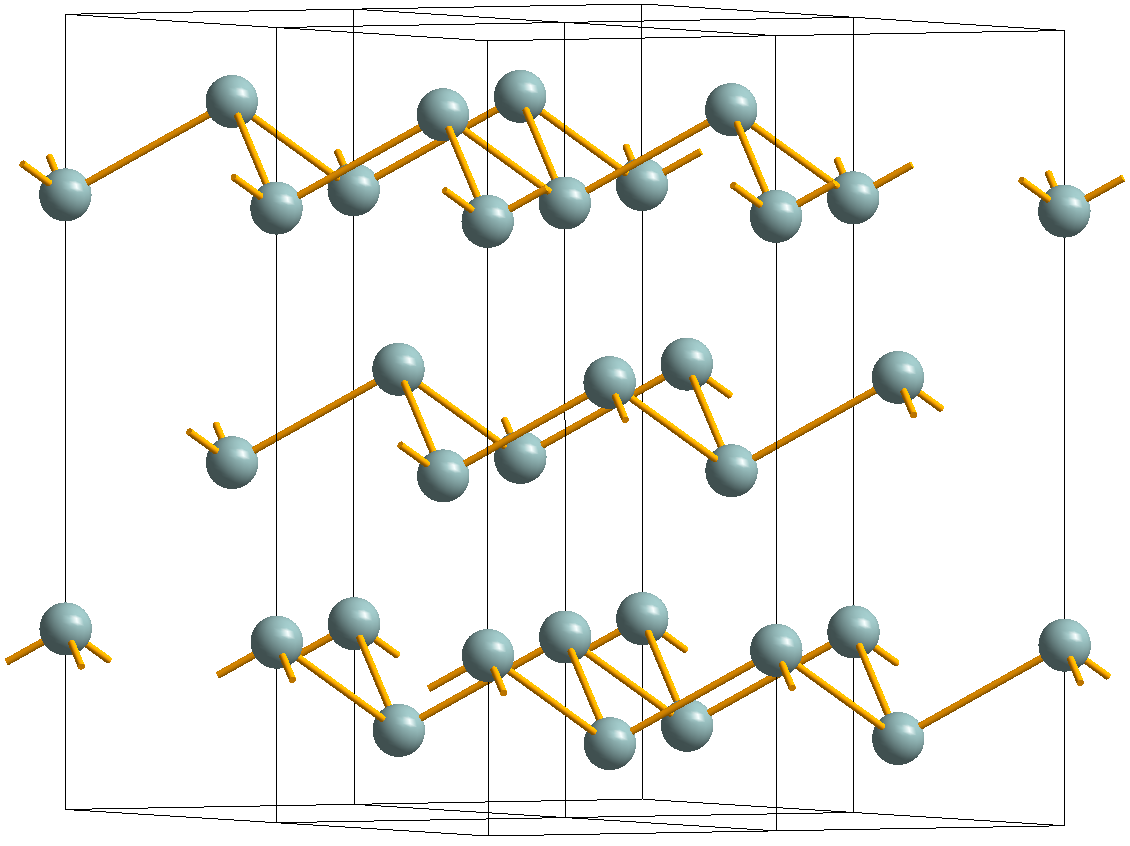
Struttura cristallina dell'arsenico grigio

L'arsenico esiste in varie forme allotropiche, ma meno numerose di quelle del fosforo; le più importanti sono l'arsenico grigio (romboedrico), l'arsenico giallo (As4, molecolare), l'arsenico nero (ortorombico) e varie forme di arsenico amorfo. La più comune è l'arsenico grigio (α-As), un solido cristallino di colore grigio acciaio, con lucentezza metallica; è però fragile, a differenza di un tipico solido metallico ma, in quanto semimetallico, è conduttore di corrente elettrica, sebbene parecchio meno dei comuni metalli.
Questa è la forma termodinamicamente stabile dell'arsenico a temperatura e pressione ambiente ed è analoga a quelle parimenti stabili dell'antimonio e del bismuto; è anche simile, ma non analoga, a quella del fosforo nero (o fosforo metallico), che è la più stabile per il fosforo.
L'arsenico molecolare (As4) è del tutto analogo al fosforo molecolare (P4), sebbene sia una fase meno stabile.

### Strutture cristalline
Le forme non molecolari cristalline dell'arsenico sono principalmente due: As grigio e As nero; in entrambi i casi consistono in strati increspati di atomi As disposti sopra e sotto il piano medio dello strato. Ogni atomo di As in uno strato è legato a tre primi vicini nello stesso strato e, con legami più lunghi e più deboli, a tre altri atomi di As dello strato inferiore (o superiore). Queste strutture, pur somiglianti per molti aspetti, differiscono topologicamente: una è romboedrica, l'altra è ortorombica.
Arsenico grigio
La struttura cristallina dell'arsenico grigio è romboedrica e consiste in strati sovrapposti di anelli esagonali di atomi di As nella conformazione a sedia (simile a quella del cicloesano), anelli che sono condensati in trans come nella trans-decalina. All'interno di uno strato ogni atomo di As è legato direttamente ad altri tre e la distanza As–As è 251,7 pm, con un angolo As-As-As di 96,7° (109,5° idealmente nell'anello del cicloesano); inoltre, è meno fortemente legato a tre atomi As dello strato sottostante con distanze di 312 pm, valore che è decisamente inferiore al doppio del raggio di van der Waals di As, cioè 370 pm.
La relativa debolezza dei lunghi legami tra gli strati fa sì che l'arsenico grigio sia fragile e abbia una densità non elevata, 5,78 g/cm³, e che la sua durezza sia scarsa, 3,5 su scala Mohs. Per la razionalizzazione della situazione di legame dell'arsenico in questa struttura, e in alte similari ottenibili, come pure per le interazioni di van der Waals implicate nella struttura, risultano importanti i contributi di forme di ibridazione sd e pd. Questa struttura romboedrica diviene la più stabile per il fosforo a partire da ~80 kbar di pressione.
Arsenico nero
L'arsenico nero, detto così per analogia al fosforo nero (fase stabile per il fosforo), è invece una fase metastabile per As. Si può ottenere, oltre che con l'ausilio di alte pressioni e temperature, riscaldando l'arsenico amorfo a temperature comprese tra 100 e 200 °C in presenza di vapori di mercurio. Si trova però anche in natura in forma del raro minerale arsenolamprite. Questa consiste in cristalli ortorombici grigio-bianchi, non trasparenti, fragili e con lucentezza metallica; la durezza (2 su scala Mohs) e la densità (variabile, 5,3 - 5,5 g/cm³) sono minori di quelle dell'arsenico grigio. La struttura del cristallo (ortorombica) assomiglia a quella dell'arsenico grigio (romboedrica) in quanto consiste ancora in strati sovrapposti di anelli esagonali a sedia, ma questi anelli sono condensati in cis, come nella cis-decalina, analogamente a quanto accade nel fosforo nero. Dell'arsenolamprite esiste anche un'altra modificazione cristallina, nota come pararsenolamprite.

### Strutture molecolari
Riscaldando l'arsenico grigio a pressione ambiente, esso a 614 ± 1 °C (887 ± 1 K) sublima, passando direttamente dallo stato solido a quello di vapore. Solo se l'arsenico viene sottoposto a una pressione di almeno 36,3 atm si raggiunge il punto di fusione a 817 °C (1090 K). Allo stato di vapore l'arsenico forma molecole che sono tetraedri regolari As4 (simmetria molecolare Td) con distanze As–As di 243,5 pm e con angoli di legame che sono ovviamente di 60°, come per il fosforo bianco, dove le distanze sono un po' più corte (221 pm) per il minor raggio covalente di P rispetto ad As.
Per rapido raffreddamento del vapore si forma arsenico giallo (β-As), analogo al fosforo bianco (P4), un solido formato da molecole tetraedriche As4 impaccate in una struttura cubica poco compatta: l'arsenico giallo ha densità 1,97 g/cm³, è molto solubile in solfuro di carbonio e da tale soluzione può venire ricristallizzato per raffreddamento in cristalli cubici di aspetto ceroso. Si tratta però di una fase metastabile, come nel caso del fosforo, ma anche più instabile: per esposizione alla luce o per riscaldamento, o anche a temperatura ambiente (molto lentamente in questo caso), si trasforma in arsenico grigio.
Il vapore in equilibrio con il solido alla temperatura di sublimazione è costituito in massima parte di molecole As4: le specie As3, As2 e As monoatomico derivanti dalla parziale dissociazione di As4 ammontano insieme allo 0,19% soltanto; salendo di temperatura la dissociazione aumenta e a 1127 °C (1400 K) la percentuale di As4 scende al 94%.
La molecola biatomica As2 (As≡As) è presente nel vapore di arsenico insieme a molecole As4; come atteso, il legame è un po' più lungo (210,26 pm) dell'analogo del fosforo in P2 (189,5 pm).

## Isotopi
L'arsenico è il 51º elemento per abbondanza (1,8 ppm) sulla crosta terrestre. Come anche il fosforo, che lo precede nello stesso gruppo 15, è un elemento monoisotopico: l'unico suo isotopo stabile è 75As. Questo isotopo è anche l'unico presente in natura, per cui As è anche un elemento mononuclidico (come pure P e Bi nello stesso gruppo). Questa circostanza permette di conoscere la sua massa atomica con grande accuratezza: 74,921595±0,000006 u.  Questo isotopo 75As è dotato di spin nucleare (3/2-), il che permette di usare la risonanza magnetica nucleare per i composti di arsenico (75As-RMN) ed anche per indagini strutturali su varie fasi dell'arsenico stesso.
Si conoscono 33 nuclidi dell'arsenico, aventi numeri di massa compresi tra A = 60 e A = 92.

### Isotopi artificiali
Il 71As (spin 5/2-) per il 72% dei casi decade per cattura elettronica (ε) e, nel restante 28%, per emissione di positrone (β+) per dare in ogni caso germanio-71, l'emivita complessiva è di 2,720 giorni; le energie rilasciate sono: Qε = 2 013 keV e Qβ+ = 991,2 keV; il germanio-71 così prodotto è anch'esso radioattivo e decade a sua volta per cattura elettronica (ε) a gallio-71, stabile, rilasciando 232,5 keV.
Il 72As (spin 2-) per il 12% dei casi decade per cattura elettronica (ε) e, per il restante 88%, per emissione di positrone (β+) per dare in ogni caso germanio-72, stabile; la sua emivita complessiva è di 1,088 giorni (26,11 ore); le energie rilasciate sono: Qε = 4 356 keV e Qβ+ = 3 334 keV. L'uso di questo isotopo (e quello del 74As), in vista delle loro adatte finestre di vita media, è stato considerato utile per marcare radiofarmaci da impiegarsi nella tomografia a emissione di positroni.
Il 73As (spin 3/2-) è il radioisotopo più longevo dell'arsenico; decade per sola cattura elettronica (ε) per dare germanio-73, stabile, con emivita di 80,32 giorni, rilasciando 340,83 keV. L'arsenico-73 è impiegato per tracciare la distribuzione dell'arsenico nell'ambiente ed anche per studi tossicologici sul suo assorbimento cellulare.
Il 74As (spin 2-) è il secondo radioisotopo di As per longevità; presenta due modalità di decadimento β di segno opposto: per il 66% decade ε/β+, trasformandosi in germanio-74 (stabile) e, per il restante 34% decade β−, trasformandosi in selenio-74 (stabile); nel primo modo (ε/β+), per il 56% dei casi decade per cattura elettronica (ε) e, per il restante 44%, per emissione di positrone (β+); le energie rilasciate sono: Qε = 2 562 keV, Qβ+ = 1 540 keV, Qβ− = 1 353 keV; l'emivita complessiva è di 17,77 giorni. Questo isotopo può essere prodotto con la reazione nucleare 72Ge + D  →  74As + n.
Il 76As (spin 2-) mostra anch'esso due tipi di decadimento beta opposti, ma molto sbilanciati: per circa il 100% dei casi decade β− dando selenio-76 (stabile) e, per lo 0,02%, decade per cattura elettronica dando germanio-76(stabile); nel primo modo rilascia 2 963 keV e nel secondo 923,54 keV; l'emivita è di 1,094 giorni.
Il 77As (spin 3/2-) decade β− per dare selenio-77, stabile, con emivita di 1,618 giorni, rilasciando 683,02 keV.
Il 78As (spin 2-) decade β− per dare selenio-78, stabile, con emivita di 1,5111 ore (90,67 minuti), rilasciando 4 209 keV.
Il 79As (spin 3/2-) decade β− per dare selenio-79, con emivita di 9,017 minuti, rilasciando 2 281 keV; il selenio-79 così prodotto è un isotopo debolmente radioattivo presente tra i prodotti di decadimento dell'uranio-235; decade a sua volta β− per dare bromo-79, stabile, con emivita di 295 218 anni, rilasciando 150,91 keV.

## Reattività
Dal punto di vista chimico l'arsenico è molto simile al fosforo, suo omologo, al punto che lo sostituisce parzialmente in alcune reazioni biochimiche, da cui il suo effetto tossico. L'arsenico forma facilmente molecole covalenti con la maggior parte dei non metalli. L'arsenico è stabile all'aria asciutta, ma per esposizione all'umidità si ricopre di una patina color bronzo dorato che alla fine diventa uno strato superficiale nero. Per riscaldamento l'arsenico sublima a 615 °C, cioè diventa gassoso senza passare per la fase liquida. Riscaldato all'aria, l'arsenico si ossida a As2O3; i fumi di questa reazione hanno un odore agliaceo. Bruciato in atmosfera di ossigeno forma As2O3 e As2O5, che hanno la stessa struttura degli analoghi composti di fosforo. In atmosfera di fluoro l'arsenico brucia formando AsF5.
In acqua l'arsenico non viene intaccato da basi o acidi non ossidanti, ma con acido nitrico diluito forma acido arsenioso H3AsO3 e con acido nitrico concentrato a caldo forma acido arsenico H3AsO4. Con acido solforico a caldo si forma As2O3. Con i metalli l'arsenico reagisce formando arseniuri, composti di difficile classificazione dato che possono dar luogo a svariate stechiometrie da M9As a M3As7 con strutture complesse. L'arsenico è situato nella tavola periodica degli elementi dopo che è stata completata la serie 3d e quindi il suo massimo stato di ossidazione +5 è poco stabile (vedi effetto della coppia inerte). Questo fa sì che As2O5 e H3AsO4 siano forti ossidanti.

## Applicazioni
Agricoltura
L'arseniato di piombo è stato usato fino a buona parte del XX secolo come insetticida sugli alberi da frutto, con gravi danni agli occhi, al sistema circolatorio, polmoni, soprattutto per i lavoratori che lo spargevano sulle colture senza opportuna protezione.
In passato è stato usato anche per altri insetticidi e fitofarmaci agricoli.
Cosmetica
Nell'età vittoriana l'arsenico, la cui tossicità era ignorata, veniva usato come cosmetico, per conferire alla carnagione il cosiddetto "pallore da arsenico".
Costruzioni
L'applicazione di maggiore pericolo per l'essere umano è probabilmente quella del legno trattato con arsenocromato di rame ("CCA" o "Tanalith" e la maggior parte del vecchio legno "trattato a pressione"). Il legname CCA è ancora in circolazione e in uso in molti paesi ed è stato usato in modo massiccio durante la prima metà del XX secolo per strutture portanti e rivestimenti esterni di edifici in legno, dove c'era il pericolo di marcescenza o di attacchi di insetti.
Anche se questo tipo di trattamento del legno è stato proibito nella maggior parte delle nazioni dopo la comparsa di studi che dimostravano il lento rilascio di arsenico nel terreno circostante da parte del legno CCA, il rischio più grave è la combustione di legno CCA, che concentra i composti di arsenico nelle ceneri: ci sono stati casi di avvelenamento da arsenico di animali e di esseri umani per ingestione di ceneri di legno CCA. La dose letale per un uomo è di 20 grammi di cenere, circa un cucchiaio.
L'arsenico è un potente veleno incolore e inodore che, assunto a piccole dosi, provoca crampi alle braccia e alle gambe e infine la morte. Lo 0,8 percentuale viene considerato tollerabile da un organismo normale. Inoltre, questo veleno blocca il processo di deterioramento dei tessuti e quindi il corpo rimane intatto, come mummificato.
Tuttavia il legno CCA recuperato da costruzioni demolite continua ad essere bruciato, per ignoranza, in fuochi domestici o commerciali; lo smaltimento sicuro di legno CCA continua ad essere poco praticato e ci sono preoccupazioni in alcune zone massicciamente edificate con legno trattato all'arsenico per la futura demolizione delle costruzioni.
Medicinali
Un arsenobenzolo è stato fondamentale nel debellare la sifilide.
L'ossido arsenioso è stato impiegato per la cura della leucemia promielocitica acuta in associazione alla terapia con l'acido trans-retinoico.
Altri usi
- L'arseniuro di gallio (GaAs) è un importante semiconduttore usato nei circuiti integrati e nei pannelli fotovoltaici. I circuiti realizzati in arseniuro di gallio sono molto più veloci, ma molto più costosi, di quelli realizzati in silicio. A differenza del silicio, possono essere utilizzati nei diodi laser e nei LED per convertire direttamente l'elettricità in luce.
- Il triossido di diarsenico è impiegato in Australia come agente per la disinfestazione delle case dalle termiti.
- È usato anche nella realizzazione di fuochi d'artificio.
- Ci sono resoconti sull'uso di arseniato di rame nel XIX secolo come colorante per dolciumi.

## Storia

Simbolo alchemico dell'arsenico

La parola arsenico è un prestito dal persiano زرنيخ (Zarnik), che vuol dire "ornamento giallo"; Zarnik, per il tramite del siriaco  ܠܐ ܙܐܦܢܝܐ (al) zarnika, venne adottato nel greco antico nella forma ἀρσενικόν (arsenikón). L'arsenico era dunque conosciuto e utilizzato in Persia e in altri luoghi fin dai tempi antichi. Poiché i sintomi dell'avvelenamento da arsenico erano mal definiti, veniva usato spesso per omicidi, fino all'ideazione del saggio di Marsh (1836), un test di laboratorio molto sensibile in grado di rivelarne la presenza nei tessuti.
Nell'Età dei Metalli, l'arsenico non era conosciuto allo stato puro, ma solo come impurità presente nei minerali cupriferi; era scelto deliberatamente come allegante già nel Calcolitico finale anatolico; poi, durante l'Età del Bronzo, veniva spesso unito al rame per creare una lega con caratteristiche simili al bronzo.
Il primo a isolare l'arsenico elementare fu Jabir ibn Hayyan, prima dell'815 d.C. Alberto Magno nel 1250 isolò l'elemento dal trisolfuro arsenioso, riscaldandolo insieme al sapone. Nel 1649 Johann Schroeder, il medico e farmacologo tedesco, fu la prima persona a riconoscere l'arsenico come elemento chimico a parte; pubblicò due diversi modi per preparare arsenico.
È stato dimostrato che il corpo umano può sviluppare una tolleranza all'arsenico assumendone piccole quantità per periodi prolungati. Si racconta a tale proposito che Mitridate VI del Ponto abbia ideato e seguito tale pratica, che per tale motivo è detta "mitridatismo". Molto più recentemente, si dice che anche da Rasputin facesse regolarmente di piccole dosi di arsenico per proteggersi da possibili avvelenamenti.
Nel 1998 è stato stimato che in Bangladesh circa 57 milioni di persone bevano acqua da pozzi con concentrazioni di arsenico al di sopra dei limiti massimi di 50 parti per miliardo stabiliti dall'organizzazione mondiale per la sanità, con conseguenze anche mortali; questo arsenico è di origine naturale e viene rilasciato dai sedimenti nelle acque di falda a causa delle condizioni anossiche del sottosuolo. Queste acque sotterranee hanno cominciato ad essere utilizzate dopo l'avvio da parte di organizzazioni non governative occidentali di un grande programma di pozzi per ricavare acqua potabile, in modo da evitare l'uso di acque di superficie contaminate da batteri, ma i controlli sull'acqua di falda per l'arsenico non furono mai effettuati. Si pensa che molti altri paesi del sudest asiatico, come Vietnam, Cambogia e Tibet, abbiano ambienti geologici sotterranei tali da provocare la stessa alta concentrazione di arsenico nelle acque sotterranee. Seppure in percentuali molto inferiori anche in Europa le norme e le soluzioni per la riduzione di arsenico nell'acqua si rendono necessarie.

## Disponibilità
L'arsenopirite, nota anche come mispickel (FeSAs), è il più comune minerale di arsenico, da cui l'elemento si ricava per arrostimento: il calore fa sublimare l'arsenico, lasciando come residuo solido il solfuro ferroso. La società Rumianca, di Riccardo Gualino, nello stabilimento di Carrara Avenza fondò la sua fortuna commerciale nella lavorazione delle piriti arseniose, come precursori di prodotti da usare nell'industria bellica e negli antiparassitari.
I composti più importanti dell'arsenico sono l'arsenico bianco (il suo solfuro), il verde di Parigi (acetoarsenito di rame [Cu2(AcO)(AsO3)]) e l'arseniato di piombo. Tutti sono stati usati in passato come agrofarmaci. L'arsenico può raramente trovarsi puro in natura e più spesso si trova associato a argento, cobalto, nichel, ferro, antimonio o zolfo.
Oltre che nelle forme inorganiche summenzionate, l'arsenico si può trovare in un certo numero di composti organici nell'ambiente: una volta entrato nella catena alimentare, l'arsenico viene progressivamente metabolizzato in forme meno tossiche con un processo di metilazione.

## Precauzioni ed effetti sulla salute
L'arsenico e molti dei suoi composti sono veleni particolarmente potenti. L'arsenico uccide danneggiando in modo gravissimo il sistema digestivo ed il sistema cardio-respiratorio, portando l'intossicato alla morte per arresto degli stessi ed avvelenamento dei tessuti cellulari che li compongono. Composti contenenti arsenico sono cancerogeni e, in particolare, sono implicati nella patogenesi del carcinoma della vescica, nel carcinoma mammario e di alcune neoplasie dell'apparato tegumentario. Un'estesa letteratura scientifica disponibile su prestigiose riviste internazionali ha ormai provato che l'esposizione cronica all'arsenico ha effetti multipli sulla salute:
- riduce le difese antiossidanti dell'organismo, dato che l'arsenico ha un'elevata affinità per i gruppi sulfidrilici delle proteine e di metaboliti endogeni come il glutatione;
- provoca l'avvelenamento direttamente nell'ambiente intracellulare, inattivando diversi enzimi coinvolti nelle reazioni di ossidoriduzione (deidrogenasi, mono-ossigenasi, eccetera);
- interferisce pesantemente con i meccanismi endocrini regolati dagli estrogeni, da cui il sospetto che possa causare tumori alla mammella[senza fonte];
- può attaccare direttamente i filamenti di DNA e provocarne lesioni combinate di vario tipo.[senza fonte]